# Goabohne

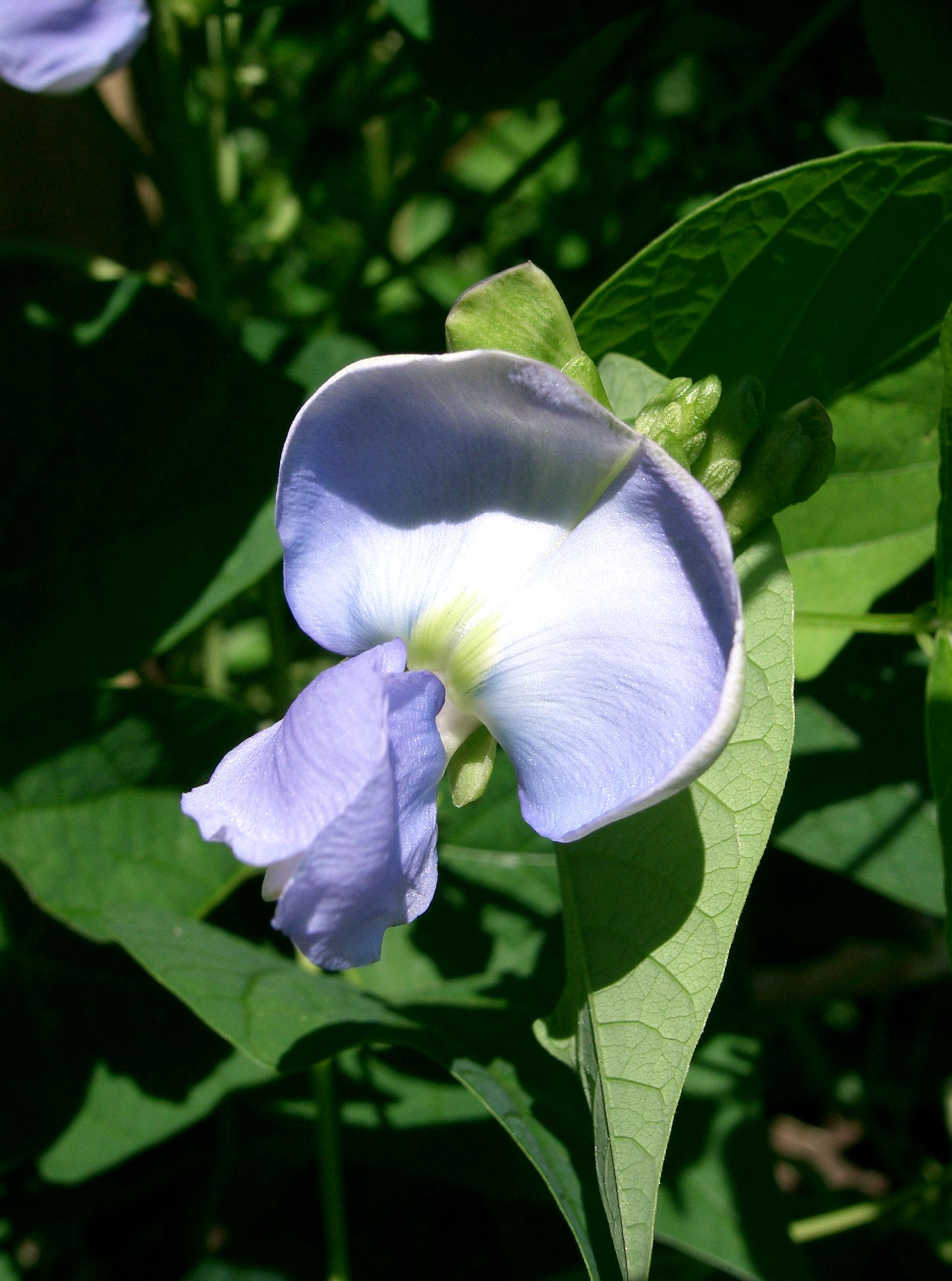
Blüte.

Die Goabohne (Psophocarpus tetragonolobus), auch als Flügelbohne bezeichnet, ist eine Nutzpflanze in der Unterfamilie der Schmetterlingsblütler (Faboideae) aus der Familie der Hülsenfrüchtler (Fabaceae oder Leguminosae).

## Beschreibung
Die Goabohne ist eine reich verzweigte, linkswindende, ausdauernde, krautige Pflanze. Sie wird aber meist als einjährige Pflanze angebaut. Die Wurzeln bilden Knollen als Speicherorgane. Die Laubblätter sind dreiteilig gefiedert. Die Teilblätter sind leicht schräg eiförmig, 5 bis 14 cm lang und 3 bis 9 cm breit, zugespitzt, ganzrandig oder gelegentlich gelappt.
Nur gelegentlich stehen die Blüten einzeln, meist stehen sie achselständig an 2 bis 10 cm langen Blütenstandsstielen in dichten traubigen Blütenständen. Die zygomorphe Blüte ist mit einer Länge von 2 bis 5 cm verhältnismäßig groß. Die Krone ist gelb-rosa oder violett gefärbt. Die Fahne steht meist aufrecht und ist 2,5 cm breit.
Die Hülsenfrüchte sind 10 bis 20 cm lang, entlang der Nähte stehen zwei wellig geformte Flügel mit einer Breite von etwa 5 mm. Die Hülsenfrüchte enthalten zwischen fünf und 20, bis höchstens 40 Samen. Die rundlich-ovalen Samen weisen einen Durchmesser von 7 bis 8 mm auf. Das Hilum ist hell bis cremefarben mit einem dunklen Rand.

## Vorkommen
Natürliche Vorkommen der Goabohne sind unbekannt, ihre Herkunft wird in Asien, auf den Maskarenen oder auf Madagaskar vermutet. In Kultur ist diese Art weit verbreitet.

## Nutzung
Die Pflanzenteile werden vielseitig eingesetzt, sowohl die jungen Früchte, die reifen Samen als auch die unterirdischen Knollen sind essbar. Aus den Samen werden Fettsäuren gewonnen. 100 Gramm getrockneter Goabohnen enthalten in ihrem Anteil von 16 g Fett durchschnittlich 3,3 g gesättigte, 5,8 g einfach ungesättigten und 3,7 g mehrfach ungesättigte Fettsäuren. Das Öl der Samen wird unter anderem zur Herstellung von Seife genutzt. Die Samen haben einen hohen Nährwert, der sich in etwa mit der Sojabohne vergleichen lässt.
| 100 g getrocknete Goabohnen enthalten durchschnittlich: |        |               |      |               |
| Energie                                                 | Eiweiß | Kohlenhydrate | Fett | Ballaststoffe |
| 1.672 kJ (400 kcal)                                     | 33 g   | 31 g          | 16 g | 5,5 g         |

| 100 g enthalten an Mineralstoffen und Vitaminen durchschnittlich: |         |         |           |          |         |        |           |           |            |            |            |          |           |
| Natrium                                                           | Kalium  | Calcium | Magnesium | Phosphor | Eisen   | Zink   | β-Carotin | Vitamin E | Vitamin B1 | Vitamin B2 | Vitamin B6 | Folsäure | Vitamin C |
| 50 mg                                                             | 1000 mg | 530 mg  | 170 mg    | 40 mg    | 14,5 mg | 4,6 mg | 50 µg     | 10,0 mg   | 1,0 mg     | 0,30 mg    | 0,40 mg    | 130 µg   | 1 mg      |

Die Eiweißqualität ist sehr gut, zum Teil sogar besser als die von Sojabohnen. Das betrifft vornehmlich den Gehalt an Lysin.
Aminosäurezusammensetzung des Proteins der Flügelbohne (g je 16g N):
| Alanin         | 4,5  | Histidin      | 3,0 | Prolin    | 7,0 |
| Arginin        | 5,2  | Isoleucin*    | 4,4 | Serin     | 5,4 |
| Asparaginsäure | 14,6 | Leucin*       | 6,0 | Threonin* | 4,5 |
| Cystin*        | 1,5  | Lysin*        | 7,9 | Tyrosin   | 3,3 |
| Glutaminsäure  | 12,6 | Methionin*    | 1,2 | Valin*    | 5,5 |
| Glycin         | 4,5  | Phenylalanin* | 5,4 |           |     |

* = essentiell
Das Öl hat hohe Ölsäure- und Linolsäuregehalte und enthält etwa 15 % Behensäure (C 22:0), wie aus der folgenden Aufstellung hervorgeht:
Fettsäuren in % im Öl der Flügelbohne:
| C 14/0 | Myristinsäure    | 0,1  |  | C 18/2 | Linolsäure   | 28,0 |
| C 16/0 | Palmitinsäure    | 8,5  |  | C 18/3 | Linolensäure | 1,7  |
| C 16/1 | Palmitoleinsäure | 0,5  |  | C 20/0 | Arachinsäure | 1,6  |
| C 18/0 | Stearinsäure     | 4,3  |  | C 22/0 | Behensäure   | 14,6 |
| C 18/1 | Ölsäure          | 36,5 |  |        |              |      |

In den Knollen, grünen Hülsen und Samen können auch Trypsin- und Amylaseinhibitoren vorkommen. 
In solchen Fällen ist ein Kochen und Dünsten vor dem Verzehr erforderlich.